# Scitovszky Tibor
nagykéri Scitovszky Tibor (Scitovszky Tibor László Vilmos, Nőtincs, 1875. június 21. – Los Angeles, 1959. április 12.) magyar politikus, bankelnök, felsőházi tag, a Bethlen-kormány külügyminisztere 1924-től 1925-ig. Öccse Scitovszky Béla belügyminiszter, fia Scitovsky Tibor közgazdász volt.

## Élete
Scitovszky Tibor 1875-ben született a nőtincsi Gyurcsányi-Scitovszky-kúriában a lengyel származású Scitovszky János (1850–1903) földbirtokosnak, Nógrád vármegye alispánjának és Szitányi Eugéniának (1850–1934) harmadik fiaként. Öccse, Scitovszky Béla (1878–1959) később a Nemzetgyűlés elnöke, majd a Bethlen-kormány belügyminisztere lett.
Felesége Hódosi Hanna (1887–1977) volt, egy fiuk született. Ifj. Scitovszky Tibor (1910–2002) később az Egyesült Államokban telepedett le és neves közgazdászprofesszor lett.
Középiskolai tanulmányait Kalksburgban, majd a bécsi Theresianumban végezte, ezután a budapesti és a párizsi egyetemeken jogi tanulmányokat folytatott, végül államtudományi doktorátust szerzett. 1889-től a kereskedelmi minisztériumban dolgozott, ahol főként kereskedelempolitikai kérdésekkel foglalkozott és közreműködött több külkereskedelmi szerződés megkötésénél. Az első világháború idején a kereskedelmi minisztérium delegáltjaként a központi hatalmak között felmerülő gazdasági kérdésekkel foglalkozott.
1920-ban a külügyminisztériumba helyezték át, szakértőként tagja volt a magyar békedelegációnak, főleg gazdasági kérdésekkel és a magyarellenes atrocitások kérdésével foglalkozott. Részt vett az utódállamok 1920 novemberében tartott portorosei tanácskozásán, majd a brüsszeli pénzügyi tárgyalásokon és a genovai konferencián, valamint a soproni népszavazást előkészítő velencei konferencián, végül a marienbadi és brucki tanácskozásokon is.
1922-ben kereskedelmi minisztérium államtitkára lett, de még ebben az évben nyugállományba ment. 1923-től a Magyar Általános Hitelbank ügyvezető igazgatója volt. 1924 novemberében Bethlen István miniszterelnök felkérésére elfogadta a külügyi tárcát, a minisztériumot négy hónapig vezette. 1925-ben visszatért a Magyar Általános Hitelbankhoz, melynek vezérigazgatója lett. 1927-ben Horthy Miklós kormányzó az újonnan felállított Felsőház örökös tagjává nevezte ki. A kormány megbízásából többször vett részt különböző gazdaságpolitikai tárgyalásokon. Elnöke volt a Magyar Keleti Tengerhajózási Rt.-nek és a Providentia Biztosító Rt.-nek, valamint tagja volt a Győr-Sopron-Ebenfurti Vasút igazgatóságának, a Magyar Gazdaságkutató Intézet elnöki tanácsának, a Magyar Hírlapírók Országos Nyugdíjintézete vezérlőbizottságának és a Société de la Nouvelle Revue de Hongrie választmányának is. 
1938-tól a Magyar Általános Hitelbank alelnöke volt (utóda Fabinyi Tihamér lett), majd a második világháborút követően a bank elnöke lett. 1946-ban családjával úgy döntött, hogy külföldre költözik. Budai villájukat a brit kormánynak adták bérbe nagyköveti rezidencia céljára, majd feleségével „látogatóba” utaztak az Egyesült Államokban élő fiukhoz, de soha többet nem tértek haza (a villát az állam kisajátította, de a nagykövetség tovább bérelte az épületet, majd 1964-ben megvásárolta. A Scitovszky-villa azóta is a mindenkori brit nagykövet rezidenciája.)
Scitovszky Tibor 1959-ben hunyt el Los Angelesben, 83 éves korában.